# 比舍山
70°54′S 65°28′E / 70.900°S 65.467°E
比舍山（英語：Mount Bewsher）是南極洲的山峰，位於麥克羅伯特森地，屬於查爾斯王子山脈中阿拉米斯山脈的一部分，處於麥馬洪山以東11公里，澳大利亞探險隊首次踏足該山峰。